# 東雲うみ
東雲 うみ（しののめ うみ、1996年9月26日 - ）は、日本のグラビアアイドル、モデル、女優、YouTuber、コスプレイヤー、タレント。PPエンタープライズ所属。埼玉県出身。

## 経歴
大学4年生のときにスカウトされてポートレートモデルをしていたところ、SNSにアップした写真が芸能事務所NEW PIECEの目に留まったことが、デビューにつながった。大学卒業後は撮影機材の専門商社に就職し、OLとして営業成績1位に輝いたこともあるうえ、社会人時代も土日はモデルを続けていたが、会社の業績が悪化したことからグラドルへの転職を決意した。
2019年10月、フォトグラファーの前田将吾とつのっちによる「食べ物、飲み物をもぐもぐすること」をテーマにした合同写真展「もぐもぐ展」のモデルに抜擢された。
2020年1月、1stDVD『しののめちゃん』でデビュー。5月にも2ndDVD『おしえて！うみ先生』を発売して10月にも3rdDVD『うみんCHU!』を発売し、いずれもAmazonアイドルDVDランキングで1位を獲得した。7月、アイドル専門ポータルサイト『東京Lily』にて【あなたが選ぶ2020上半期MVP】【下半期注目アイドル賞1位】に輝く。『週刊ポスト』と『NEWSポストセブン』のコラボ企画として8月31日から始まった「美尻グラドル総選挙2020」でグランプリを獲得した。10月、YouTube公式チャンネル「うみちゃんねる」を開設すると、初投稿からわずか1週間で登録者数1万人、29万再生を突破した。11月には、「尻職人」こと先輩グラドルの倉持由香による監修を受けた初のデジタル写真集『ヒップリッ！』を発売した。12月、東京Lilyにて【あなたが選ぶ2020年MVP】【2020年 新人アイドル賞】【2020年 美尻アイドル賞】の三冠に輝いた。
2022年3月10日には、表紙からセミヌードも初披露して120分収録のDVDも付属した1st写真集『うみのなか』を発売し、Amazonランキングの予約1位や、3刷までの重版も決定済みという好成績を記録した。
2023年9月1日、PPエンタープライズに所属し、NEW PIECEとは業務提携となった（2025年2月27日に業務提携終了）。
2024年5月3日、PPエンタープライズの所属メンバーで構成されるアイドルグループ「PPE41」のメンバーとして、アイドルデビューした。

## 人物
- 憧れのグラビアアイドルには同じ埼玉県出身で、同学年でもある星名美津紀をあげている[21][22]。また鈴木愛理推しとしても知られており、2024年に共演した際には写真集やライブTシャツなど私物のグッズを披露した[23]。
- コスプレイヤーとしても活動しており、東京ゲームショウ2019ではDMM GAMESの『オーブジェネレーション』のコンパニオンを務めていた[24]。中学時代からのグラビア好きであり、友達に隠れて雑誌グラビアを見ていた[25][26][注 1]。女体は男性目線でエロいかどうかで観ている[25][26]。
- キャッチコピーは「グラビア界の二刀流」[27]。
- 趣味はガンプラ、油絵、羊毛フェルト、筋トレ[1][4]。プラモデル制作は独学で学び、改造も加える[28]。プラモデルは大学生の時、Zガンダムに一目ぼれして購入したのがきっかけ[23]。プラモデル作りをYouTubeチャンネル「うみちゃんねる」で発信した動画が番組スタッフの目に留まり、NHK大河ドラマ『べらぼう〜蔦重栄華乃夢噺〜』への出演が決まった（エレキテルを復元する平賀源内の弟子的存在になり、機械を巧みに操作する町娘という役どころ）[29]。
- 特技は華道、弓道、バルーンアート、大道芸[4][30][31][32]。
- ハロー!プロジェクトのファンであり、モーニング娘。を中心に全グループを応援している[33][34]。推しは譜久村聖（同学年）と鈴木愛理[35]。
- 芸名は自分で命名。アニメ『日常』の登場人物「東雲なの」が好きで、埼玉県出身で海に憧れがあったから[27]。

## 作品

### イメージビデオ
※太字タイトルはBD版同時発売
- しののめちゃん（2020年1月24日、竹書房）[36][37]
- おしえて!うみ先生（2020年5月20日、ラインコミュニケーションズ）[38][39][40]
- うみんCHU!（2020年10月21日、イーネット・フロンティア）[41][42]
- 恋人になってあげる（2021年2月26日、竹書房）[43][44]
- しののめルール（2021年11月20日、ラインコミュニケーションズ）[45][46]

### 動画配信
- I-ONE NEXT 東雲うみ（2020年5月22日、I-ONE NEXT）[47]

### プラモデル
- PLAMAX MF-70 minimum factory 東雲うみ（2023年3月28日、マックスファクトリー）

## 出演

### 映画
- じょりく!（2020年7月31日） - 井口すず 役[48]

### テレビドラマ
- テレ玉スペシャルドラマ「メディウムダイバー」（2021年10月2日、テレビ埼玉）[49]
- 大河ドラマ べらぼう〜蔦重栄華乃夢噺〜 第9・12回（2025年3月2日・23日、NHK） - ひさ 役[50]

### CM
- 誓約少女 〜祝砲の元に集いし戦姫たち〜 （2022年10月26日 - 、HONG KONG BABELTIME TECHNOLOGY CO.LIMITED）- 美少女リーダー 役
- キノコ伝説 （2024年2月 - 、Joy Nice Games）

### ミュージックビデオ
- オーイシマサヨシ「ギャンブリングホール」（2024年）[51]

## 出版

### デジタル写真集
- 【週刊ポストデジタル写真集】尻職人・倉持由香監修「ヒップリッ！」（2020年11月16日、小学館、撮影：富田恭透）[52]
- 【FLASHデジタル写真集】「Gカップ、こぼれちゃった！」（2021年2月16日、光文社、撮影：木村哲夫）[53]
- 【FLASHデジタル写真集】「商社OL、破れちゃった！」（2021年2月16日、光文社、撮影：木村哲夫）[53]
- 【週プレ PHOTO BOOK】「ニュータイプ二刀流グラドル」（2021年3月8日、集英社、撮影：西條彰仁）[54]
- 【ハレム】東雲うみフェチグラビア「うみ開き。」【美麗版34P】（2021年3月29日、白泉社、撮影：中山雅文）[55]
- 【EX大衆デジタル写真集:14】「夢の生活」（2021年6月11日、双葉社、撮影：小塚毅之）[56]
- 【ヤンマガデジタル写真集】「東雲うみが水着で弓道＆大道芸」（2021年6月17日、講談社、撮影：槇野翔太）[57]
- 【ハレム】東雲うみフェチグラビア「うみとみつ。」【美麗版34P】（2021年6月29日、白泉社、撮影：小塚毅之）[58]
- 【ヤングチャンピオンデジグラ】「セーラーハイレグ、好きでしょ！？」（2021年7月1日、秋田書店）[59]
- 【スピ/サン グラビアフォトブック】「うみのなか」（2021年8月5日、小学館、撮影：LUCKMAN）[60]
- 【ヤンマガデジタル写真集】『恥じらう君が見たいんだ』コラボグラビア「グラビアちゃんはバズりたい1・2・3・4」（2021年10月15日、講談社、撮影：佐藤佑一）[61][62][63][64]
- 【ヤンマガデジタル写真集】『恥じらう君が見たいんだ』コラボグラビア「ヤンマガアザーっす！」<YM2021年48号未公開カット>（2021年12月15日、講談社、撮影：中山雅文）[65]
- 【ハレム】東雲うみフェチグラビア「うみと休も。」【美麗版33P】（2021年12月29日、白泉社、撮影：中山雅文）[66]
- 【ハレム】東雲うみフェチグラビア「うみと遊ぼ。」【美麗版35P】（2022年1月29日、白泉社、撮影：中山雅文）[67]
- 【週プレ PHOTO BOOK】「キャンプであふれて」（2022年1月31日、集英社、撮影：中山雅文）[68]
- 【BUBKAデジタル写真集】「もしも、彼女がアイドルだったら」（2022年2月4日、白夜書房、撮影：髙橋慶佑）[69]
- お尻フェチ写真集「僕はお尻を見つめていたい！東雲うみ編」（2022年2月24日、一迅社、撮影：須崎祐次）[70]
- 【週プレ PHOTO BOOK】『終末のハーレム』コラボ写真集「また同じ夢を見た」（2022年2月21日、集英社、撮影：小塚毅之）共演：橋本萌花、霜月めあ、真島なおみ、くりえみ[71]
- 【sabra net e-Book】「うみはニュータイプ」東雲うみ1・2・3・4（2022年3月4日、小学館）[72][73][74][75]
- 【sabra net e-Book】「うみはニュータイプ」東雲うみCOVER DX（2022年3月4日、小学館）[76]
- 「着衣巨乳写真集3 Time travel -東雲うみ編-」（2022年3月14日、一迅社、撮影：須崎祐次）[77]
- 【漫画アクションデジタル写真集】「最強の二刀流」（2022年3月31日、双葉社、撮影：YOROKOBI）[78]
- 【sabra net e-Book】「うみはニュータイプ2」東雲うみ5･6（2022年4月8日、小学館）[79][80]
- 【sabra net e-Book】「うみはニュータイプ2」東雲うみDX（2022年4月8日、小学館）[81]
- 【アサ芸Secret!デジタル写真集】姉ブレザースペシャル「あとで職員室に来なさい！」（2022年4月26日、徳間書店、撮影：SATOSHI）
- 【YJ PHOTO BOOK】「見せたい身体」（2022年7月7日、集英社、撮影：桑島智輝）[82]
- 【YK PHOTO ALBUM】「みずみずしくて」（2022年8月8日、少年画報社、撮影：立松尚積）[83]
- 【YK PHOTO ALBUM】「うみの瞳に恋してる」（2022年8月8日、少年画報社、撮影：立松尚積）[84]
- 【YK PHOTO ALBUM】「泡沫の視線」（2022年9月26日、少年画報社、撮影：清田大介）[85]
- 【ヤングチャンピオンデジグラ】「マジ!挑発!!」（2022年10月1日、秋田書店）[86]
- 【YJ PHOTO BOOK】「フルーツとメガネ」（2022年10月6日、集英社、撮影：桑島智輝）[87]
- 【FRIDAYデジタル写真集】「イイ女感、丸出し vol.1」（2022年10月14日、講談社、撮影：鈴木ゴータ）[88]
- 【FRIDAYデジタル写真集】「イイ女感、丸出し vol.2」（2022年10月14日、講談社、撮影：鈴木ゴータ）[89]
- 【YJ PHOTO BOOK】「四季崎姉妹はあばかれたい」コラボグラビア（2022年10月20日、集英社、撮影：LUCKMAN）共演：なな茶、美澄衿依[90]
- 【ハレム】東雲うみフェチグラビア「うみと田舎で。」【美麗版34P】（2022年10月29日、白泉社、撮影：中山雅文）[91]
- 【FLASHデジタル写真集】「プライベート観撮」（2022年11月1日、光文社、撮影：野澤亘伸）
- 【週プレ PHOTO BOOK】「メガネ女子の誘惑」（2023年1月16日、集英社、撮影：Takeo Dec.）[92]
- 「週刊GIRLS-PEDIA 003」（2023年2月1日、KADOKAWA）[93]
- 【GJ PHOTO BOOK】「夜のうみ」（2023年2月1日、集英社、撮影：坂本陽）[94]
- 【月チャンデジグラ】「うみでイッパイ」（2023年2月1日、秋田書店）[95]
- 【FLASHデジタル写真集】「密会」（2023年2月7日、光文社、撮影：野澤亘伸）[96]
- 「うみのなか 〜by myself〜」（2023年2月17日、ワニブックス、撮影：西條彰仁）[97]
- 【ハレム】東雲うみフェチグラビア「うみがギフト。」【美麗版32P】（2023年2月28日、白泉社、撮影：中山雅文）[98]
- 【ヤングチャンピオンデジグラ】「ここまでっ!?」（2023年3月1日、秋田書店）[99]
- 【週刊現代デジタル写真集】「東雲さんはアルバイトの時の制服がいつもHです」（2023年5月1日、講談社、撮影：中山雅文）[100]
- 【週刊ポストデジタル写真集】「うみまみれ」（2023年5月8日、小学館、撮影：前康輔）[101]
- 【STRiKE! DIGITAL PHOTOBOOK 030】「なんで？どうして？」（2023年6月16日、主婦の友社、撮影：佐藤裕之）[102]
- 【FLASHデジタル写真集】「女のコの秘密」（2023年6月27日、光文社、撮影：まくらあさみ）[103]
- 【BOMBデジタル写真集】「うみとボク」（2023年7月1日、ワン・パブリッシング、撮影：LUCKMAN）[104]
- 【EX大衆デジタル写真集:48】「僕だけのマーメイド」（2023年7月14日、双葉社、撮影：田村浩章）[105]
- 【FLASHデジタル写真集】「This is me」（2023年11月21日、光文社）
- 【ヤングガンガンデジタル限定写真集】「猫になる。そして彼女に拾われる。」（2024年5月17日、スクウェア・エニックス、撮影：西條彰仁）[106]

### 写真集
- 「うみのなか」（2022年3月10日、ワニブックス、撮影：西條彰仁）ISBN 978-4-8470-8417-1[107]
- 「きみはうみがすき」（2023年4月25日、トランスワールドジャパン）ISBN 978-4-86256-370-5
- 「うみの近く」（2024年10月9日、講談社、撮影：小池伸一郎） ISBN 978-4065377499[108]

### オムニバス写真集
- お尻フェチ写真集 「僕はお尻を見つめていたい!」（2020年11月30日、一迅社、撮影：須崎祐次）他モデル：九条ねぎ、片岡沙耶、くりえみ - ISBN 978-4-7580-1708-4[109]
- 「悩ましいえちえち写真集」（2021年1月28日、玄光社、撮影：門嶋淳矢、著：ミントクラウン）他モデル：いくみ、花咲来夢、美東澪 - ISBN 978-4768314388[110]
- 「PIN-UP GIRL SELECTION2」（2022年10月15日、トランスワールドジャパン）ISBN 978-4862563590
- 「グラビアアーカイブス 2023」（2023年1月27日、玄光社）他モデル：伊織もえ、雪平莉左、高崎かなみ、鈴木優香 - ISBN 978-4768317167[111]
- 「STRIKE! 9回表」（2023年3月2日、主婦の友社）ISBN 978-4-07-454741-8[112]
- 「STRIKE! ALL STAR」（2023年3月30日、主婦の友社）ISBN 978-4-07-451381-9[113]
- 「FLASHスペシャル グラビアBEST 2023年初夏号」（2023年5月31日、光文社）
- 「BIG ONE GIRLS Graph No.7」（2023年12月13日、ジャパンプリント）- 表紙＆巻頭グラビア[114]
- 「BUNNY! BUNNY! BUNNY!」（2023年12月26日、スケールアヴィエーション）
- 「Sweet Girls vol.4」（2024年5月15日、双葉社）
- 「FRIDAY PREMIERE」（2024年11月12日、双葉社）

### 雑誌
- ドカント（デジタルスタイル）
  - 2020年2月号（2020年1月16日）※表紙
  - 2020年11月号（2020年10月16日）※表紙
- 週刊プレイボーイ（集英社）
  - 2020年No.18号（2020年5月4日）
  - 2021年No.12号（2021年3月8日）
  - 2023年No.5号（2023年1月16日）
- サイゾー 2020年10月・11月合併号（2020年10月17日、サイゾー）
- アサ芸 Secret （徳間書店、週刊アサヒ芸能増刊）
  - Vol.68号 2021年3月12日号（2021年2月3日）
  - Vol.78号（2022年10月5日）
  - Vol.82号（2023年6月5日）
  - Vol.86号（2024年2月5日）※表紙＆巻頭グラビア
- 月刊キスカ 2021年3月号（2021年2月8日、竹書房） ※裏表紙
- FLASH（フラッシュ）（光文社） 
  - 2021年3月2日号（2021年2月16日）※100センチヒップ特集
  - 2023年2月21日号（2023年2月7日）
  - 2023年4月18日号（2023年4月4日）
  - 2023年7月11日号（2023年6月27日）※巻頭グラビア
  - 2023年11月7日号（2023年10月24日）※表紙＆巻頭グラビア
  - 2023年11月25日・12月5日合併号（2023年11月14日）
  - 2024年4月23日号（2024年4月9日）※表紙＆巻頭グラビア
  - 2024年5月21日号 （2024年5月7日）
  - 2025年3月4日号 （2025年2月18日）※表紙＆巻頭グラビア
- EX大衆 2021年3月号（2021年2月15日、双葉社）
- DIME 2021年5月号 （2021年3月16日、小学館）※ガンプラの技術
- 週刊アサヒ芸能 （徳間書店）
  - 2021年4月1日号（2021年3月22日）※表紙＆巻頭グラビア
  - 2023年5月18日号 （2023年5月9日）※表紙＆巻頭グラビア
- グラビアガールズ （2021年3月29日、三和出版）※表紙＆巻頭グラビア＆付属DVD
- ヤングガンガン （スクウェア・エニックス）
  - 2021年8号（2021年4月2日）
  - 2024年1月19日号 （2024年1月5日）※PPEガールズとして表紙＆巻頭グラビア
  - 2024年11月号 （2024年5月17日）※表紙＆巻頭グラビア
  - 2024年8月16日号 （2024年8月2日）※PPEガールズとして表紙＆巻頭グラビア
  - 2025年No.4号 （2025年2月7日）※PPEガールズとして表紙＆巻頭グラビア
  - 2025年7月4日号 （2025年6月20日）※表紙＆巻中グラビア
- アーマーモデリング（大日本絵画）
  - 2021年10月号（2021年9月13日）※表紙＆巻中グラビア
  - 2023年1月号（2022年12月13日）※表紙＆巻中グラビア
  - 2023年9月号（2023年8月12日） ※表紙＆巻中グラビア
  - 2024年6月号（2024年5月13日） ※表紙＆巻中グラビア
  - 2025年7月号 （2025年6月10日）※表紙＆巻中グラビア
- 月刊ホビージャパン （ホビージャパン）
  - 2022年3月号（2022年1月25日）※巻中ポスター
  - 2022年4月号（2022年2月25日）※巻中ポスター
  - 2022年5月号（2022年3月25日）※巻中ポスター
- 漫画アクション （双葉社）
  - 2022年6号 （2022年3月1日）※表紙＆巻頭グラビア
  - 2023年19号 （2023年9月19日）※表紙＆巻頭グラビア
  - 2024年16号 （2024年8月6日）※PPEガールズとして表紙＆巻頭グラビア
  - 2024年12月17日号（2024年12月3日）※表紙＆巻頭グラビア
  - 2025年7月1日号 （2025年6月17日）※表紙＆巻頭グラビア
- ヤングチャンピオン （秋田書店）
  - 2022年12号 （2022年5月24日）※表紙＆巻頭グラビア
  - 2023年11号 （2023年5月9日）※付録DVD収録
  - 2023年26号 （2023年9月12日）※表紙＆巻頭グラビア
  - 2024年5号 （2024年2月13日）※表紙＆巻頭グラビア
  - 2025年6号 （2025年2月25日）※表紙＆巻頭グラビア
- ヤングキング （少年画報社）
  - 2022年7月4日号（2022年6月13日）※表紙＆巻頭グラビア
  - 2023年12月18日号 （2023年11月27日）※表紙＆巻頭グラビア
  - 2024年2月19日号 （2024年1月22日）※表紙＆巻頭グラビア
  - 2024年5号（2024年2月9日）※PPEガールズとして表紙＆巻頭グラビア
  - 2024年5月9日号 （2024年4月8日）※表紙＆巻頭グラビア
  - 2024年11月4日号 （2024年10月11日）※表紙＆巻頭グラビア
  - 2024年8月19日号 （2024年7月23日）※表紙＆巻頭グラビア
  - 2024年10月31日号 （2024年9月22日）
  - 2025年4月1日号 （2025年3月10日）
  - 2025年5月1日号 （2025年4月14日）※PPEガールズとして表紙＆巻頭グラビア
  - 2025年7月1日号 （2025年6月9日）※表紙＆巻頭グラビア
  - 2025年9月1日号 （2025年8月8日）※表紙＆巻頭グラビア
- ヤングジャンプ （集英社）
  - 2022年No.32特大号 （2022年7月7日）※巻末グラビア
  - 2022年No.45号 （2022年10月6日）※センターグラビア
  - 2022年No.47特大号 （2022年10月20日）※センターグラビア
  - 2024年No.12号 （2024年2月22日）※表紙＆巻頭グラビア
  - 2024年No.45号 （2024年9月26日）※表紙＆巻頭グラビア
  - 2025年No.15号 （2025年3月13日）※表紙＆巻頭グラビア
- ヤングアニマル （白泉社）
  - 2021年6月号（2021年3月12日）
  - 2022年1月28日号 （2022年1月14日）※表紙＆巻頭グラビア
  - 2022年9月23日号 （2022年9月9日）※表紙＆巻頭グラビア
  - 2023年2月24日号 （2023年2月10日）※表紙＆巻頭グラビア
  - 2023年12月8日号 （2023年11月24日）※表紙＆巻頭グラビア
  - 2024年4月12日号 （2024年3月22日）※PPEガールズとして表紙＆巻頭グラビア
  - 2024年8月9日号 （2024年7月26日）※表紙＆巻頭グラビア
  - 2025年2月28日号 （2025年2月14日）※表紙＆巻頭グラビア
  - 2025年4月11日号 （2025年3月28日）※PPEガールズとして表紙＆巻頭グラビア
- 別冊ヤングチャンピオン（秋田書店）
  - 2022年11月号 （2022年10月5日）※表紙＆巻頭グラビア
  - 2022年12月号 （2022年11月1日）※付録DVD収録
  - 2023年6月号 （2023年5月6日）※表紙＆付録
  - 2024年6月号 （2024年5月7日）※PPEガールズとして表紙＆巻頭グラビア
  - 2025年9月号 （2025年8月4日）※PPEガールズとして表紙＆巻頭グラビア
- FRIDAY （講談社）
  - 2022年10月28日・11月4日合併号 （2022年10月14日）※袋とじ
  - 2023年5月5日号 （2023年4月21日）
  - 2023年6月30日号 （2023年6月16日）
  - 2023年8月11日号 （2023年7月28日）
  - 2024年12月6日号 （2024年11月21日）
  - 2025年7月11日号 （2025年6月26日）※表紙＆巻頭グラビア
- ヤングチャンピオン烈（秋田書店）
  - 2022年NO.11号 （2022年10月18日）※付録DVD収録
  - 2023年新年NO.1号 （2022年12月20日）※表紙＆巻頭グラビア
  - 2024年10月25日号 （2024年9月17日）※表紙＆巻頭グラビア
- 臨時増刊ラヴァーズ 2022年 Vol.28号 （2022年10月24日、大洋図書）※表紙＆巻頭グラビア
- どこでもヤングチャンピオン　
  - 2022年11月号（2022年10月25日）※表紙＆巻頭グラビア
  - 2023年6月号 （2023年5月23日）※表紙＆巻頭グラビア
- ドラゴンエイジ 2022年11月号増刊 ヤングドラゴンエイジ Vol.13号 （2022年10月26日、KADOKAWA）※表紙＆巻頭グラビア
- 月刊少年チャンピオン （秋田書店）
  - 2022年12月号（2022年11月5日）※表紙＆巻頭グラビア
  - 2024年2月号 （2024年1月6日）※表紙＆巻頭グラビア
  - 2024年8月号 （2024年7月5日）※PPEガールズとして表紙＆巻頭
  - 2024年12月号 （2024年11月6日）※表紙＆巻頭グラビア
  - 2025年7月号 （2025年6月6日）※表紙＆巻頭グラビア
- グランドジャンプ
  - 2023年 No.1号 （2022年12月7日、集英社）※付録DVD
  - 2023年 No.8号（2023年3月15日、集英社）※巻末グラビア&付録クリアファイル
- デジタルカメラマガジン 2023年1月号 （2022年12月20日、インプレス）
- グランドジャンプめちゃ 2023年2月28日号 グランドジャンプ 増刊 （2023年1月24日、集英社）※DVD
- Scale Aviation （スケールアヴィエーション）2023年3月号 （2023年2月13日、大日本絵画）※表紙＆巻中グラビア
- 週刊SPA! （扶桑社）
  - 2023年3月21日・28日号（2023年3月14日）※巻中グラビア
  - 2024年12月3日・10日号 （2024年11月26日）※表紙＆巻頭グラビア
  - 2024年12月31日・2025年1月7日号 （2024年12月23日）※えなこ・篠崎こころと表紙＆巻頭グラビア
- 週刊ポスト（小学館）
  - 2023年5月5日・12日号（2023年4月24日）※巻中グラビア
  - 2023年6月23日号 （2023年6月9日）
- MEN'S DVD SEXY vol.15号（2023年4月24日、三和出版）
- ロボットホビーライフ 002（2023年4月25日、KADOKAWA）
- OPスペシャル 2023年7月号 BOMB Love Special 2023 #1 （2023年5月16日、ワン・パブリッシング）
- BOMB 2023年7月号 （2023年6月9日、ワン・パブリッシング）
- ホビージャパン extra Vol.30号 特集:恐竜の世界（2023年7月31日、ホビージャパン）
- 週刊少年マガジン （講談社）
  - 2023年9月27日号 （2023年9月13日）※表紙＆巻頭グラビア
  - 2023年11月8日号（2023年10月26日）
  - 2024年4月24日号（2024年4月10日）※表紙
  - 2024年7月10日号（2024年6月26日）
  - 2024年9月4日号 （2024年8月21日）※表紙＆巻頭グラビア
  - 2025年3月5日号 （2025年2月19日）※表紙＆巻頭グラビア
- CAPA （ワン・パブリッシング）
  - 2023年10月号 （2023年9月20日）※表紙
  - 2025年1月号 （2024年12月19日）※えなこ・篠崎こころと表紙
- PEACE COMBAT Vol.57号 （2023年9月27日、アストワ）※表紙
- 近代麻雀 （竹書房）
  - 2024年3月号（2024年2月1日）※表紙＆巻頭グラビア
  - 2024年5月号（2024年4月1日）※表紙＆巻頭グラビア
  - 2024年10月号（2024年8月30日）
  - 2025年5月号 （2025年4月1日）※表紙＆巻頭グラビア
- 週刊ヤングマガジン （講談社）2024年13号（2024年2月27日）※高見奈央・えい梨とのコラボ表紙＆巻頭グラビア[115]
- 週刊少年チャンピオン（秋田書店）
  - 2024年15号（2024年3月14日） ※表紙＆巻頭グラビア
  - 2024年8月8日号（2024年7月25日）※表紙＆巻頭グラビア
  - 2025年8号 （2025年1月23日）※えなこ・南あみと表紙＆巻頭グラビア
  - 2025年20号 （2025年4月17日）※表紙＆巻頭グラビア
- ビッグコミックスペリオール（小学館）2024年6月13日号 （2024年5月24日）※表紙＆巻頭グラビア

### ムック
- グラビアザテレビジョン （KADOKAWA）
  - 2022年 Vol.63号 （2022年11月28日）
  - 2023年 Vol.66号 （2023年5月31日）
  - 2023年 Vol.67号 （2023年7月31日）※表紙＆巻頭グラビア
  - 2024年 Vol.70号 （2024年1月31日）※表紙＆巻頭グラビア
  - 2025年 Vol.77号 （2025年3月31日）※表紙＆巻頭グラビア
- 週刊現代グラビア別冊 WGPlus Vol.2（2023年3月23日、講談社）
- 旬撮ガールVol.16 （2023年9月26日、扶桑社）
- グラビアチャンピオン VOL.4 （2024年4月30日、秋田書店）
- DOLCE No.15 （2025年3月5日、白夜書房）※表紙＆巻頭グラビア

### カレンダー
- 東雲うみ 2022年カレンダー（2021年12月4日、トライエックス）
- 東雲うみ 2023年カレンダー（2022年11月5日、トライエックス）
- 東雲うみ 2024年カレンダー（2023年9月30日、トライエックス）

### トレーディングカード
- 東雲うみ ファースト・トレーディングカード（2021年7月10日、ヒッツ）[116]
- 東雲うみ Vol.2 トレーディングカード（2022年9月10日、ヒッツ）[117]
- 東雲うみ Vol.3 トレーディングカード（2023年9月2日、ヒッツ）[118]

## その他
- 「デジタル住民NFTアンバサダー」プロジェクト（一般社団法人公民連携推進機構） - 地域創生大使（2024年）[119][120]